# Clause réputée non écrite
Une clause réputée non écrite est une clause abusive, contraire à la loi : même signées, de telles clauses ne peuvent donc être appliquées.

## En droit français
Le caractère abusif d'une clause « s'apprécie en se référant, au moment de la conclusion du contrat, à toutes les circonstances qui entourent sa conclusion, de même qu'à toutes les autres clauses du contrat », et, le cas échéant, « au regard de celles contenues dans un autre contrat lorsque la conclusion ou l'exécution de ces deux contrats dépendent juridiquement l'une de l'autre ».
Cette clause est censée ne jamais avoir été incluse dans le contrat. Autrement dit, le contrat demeure valable - tout au moins dans la mesure où la clause réputée non écrite n'est pas indispensable à l'existence même du contrat -  mais ladite clause sera écartée.
Les principales conséquences seront que cette clause ne produira pas d'effet (ce qui est logique puisqu'elle est considérée comme absente du contrat) et que les parties ne pourront s'en prévaloir.

### Exemple
En France, certains propriétaires indiquent dans le bail d'une location meublée qu'un délai de préavis de deux mois est à respecter par le(s) locataire(s) en cas de résiliation anticipée du bail. L'article 25-8 de la loi no 89-462 du 6 juillet 1989 prévoit que le locataire dispose d'un délai de préavis d'un mois en toutes circonstances. Ainsi, la section relative au préavis de deux mois à respecter dans le bail est une clause réputée non écrite.

## En droit québécois
Dans le Code civil du Québec, la clause réputée non écrite est une sanction que la loi attribue à une clause qui ne respecte pas une disposition obligatoire de la loi. La clause réputée non écrite ne rend pas le contrat invalide quant au reste (art. 1438 C.c.Q.).

### Exemples
Voici quelques exemples de clauses réputées non écrites en droit québécois : 
une clause contenant une condition impossible ou contraire à l'ordre public ; 
une clause pénale ou une exhérédation en forme de clause pénale qui empêche de contester la validité du testament (;
une clause qui a pour effet d'empêcher le liquidateur d'effectuer un acte nécessaire à la liquidation ou de le dispenser à faire inventaire .; 
une stipulation qui déroge à l'obligation du syndicat de copropriétaires de recouvrer des sommes pour le paiement des franchises au moyen de charges communes ; 
une stipulation de la déclaration de copropriété qui modifie le nombre de voix requis pour prendre une décision , une clause qui tend à empêcher celui dont le bien est inaliénable de contester la validité de la stipulation d’inaliénabilité ou de demander l’autorisation de l’aliéner ;
une clause selon laquelle, pour garantir l’exécution de l’obligation de son débiteur, le créancier se réserve le droit de devenir propriétaire irrévocable du bien ou d’en disposer ;
une clause générale d'assurance terrestre par laquelle l’assureur est libéré de ses obligations en cas de violation de la loi, sauf en cas d'acte criminel ;
la clause de la police par laquelle l’assuré consent en faveur de son assureur, en cas de sinistre, une cession de créance qui aurait pour effet d’accorder à ce dernier plus de droits que ceux que lui confèrent les règles de la subrogation .